# Rychlobruslení na Zimních olympijských hrách 2006 – 3000 metrů ženy
Závod na 3000 metrů žen na Zimních olympijských hrách 2006 se konal v hale Oval Lingotto v Turíně dne 12. února 2006. Z českých závodnic se jej zúčastnila Martina Sáblíková.

## Výsledky
| Pořadí           | Dvojice | Dráha | Jméno                        | Země                   | Čas     | Ztráta |
| ---------------- | ------- | ----- | ---------------------------- | ---------------------- | ------- | ------ |
| Zlatá medaile    | 10      | O     | Ireen Wüstová                | Nizozemsko             | 4:02,43 | 0,00   |
| Stříbrná medaile | 12      | I     | Renate Groenewoldová         | Nizozemsko             | 4:03,48 | +1,05  |
| Bronzová medaile | 12      | O     | Cindy Klassenová             | Kanada                 | 4:04,37 | +1,94  |
| 4.               | 13      | I     | Anni Friesingerová           | Německo                | 4:04,59 | +2,16  |
| 5.               | 11      | O     | Claudia Pechsteinová         | Německo                | 4:05,54 | +3,11  |
| 6.               | 11      | I     | Daniela Anschützová-Thomsová | Německo                | 4:06,89 | +4,46  |
| 7.               | 14      | O     | Martina Sáblíková            | Česko                  | 4:08,42 | +5,99  |
| 8.               | 13      | O     | Kristina Grovesová           | Kanada                 | 4:09,03 | +6,60  |
| 9.               | 14      | I     | Clara Hughesová              | Kanada                 | 4:09,17 | +6,74  |
| 10.              | 6       | I     | Katarzyna Wójcická           | Polsko                 | 4:09,61 | +7,18  |
| 11.              | 9       | I     | Catherine Raneyová           | Spojené státy americké | 4:10,44 | +8,01  |
| 12.              | 9       | O     | Wang Fej                     | Čína                   | 4:10,55 | +8,12  |
| 13.              | 3       | I     | Eriko Išinová                | Japonsko               | 4:11,21 | +8,78  |
| 14.              | 7       | I     | Maki Tabataová               | Japonsko               | 4:12,38 | +9,95  |
| 15.              | 8       | O     | Maren Haugliová              | Norsko                 | 4:12,50 | +10,07 |
| 16.              | 10      | I     | Anna Rokitová                | Rakousko               | 4:12,87 | +10,44 |
| 17.              | 3       | O     | Moniek Kleinsmanová          | Nizozemsko             | 4:13,81 | +11,38 |
| 18.              | 7       | O     | Světlana Vysokovová          | Rusko                  | 4:13,94 | +11,51 |
| 19.              | 2       | O     | No Son-jong                  | Jižní Korea            | 4:15,68 | +13,25 |
| 20.              | 4       | I     | Adelia Marraová              | Itálie                 | 4:16,27 | +13,84 |
| 20.              | 5       | I     | Eriko Seová                  | Japonsko               | 4:16,27 | +13,84 |
| 22.              | 8       | I     | Margaret Crowleyová          | Spojené státy americké | 4:17,37 | +14,94 |
| 23.              | 6       | O     | Annette Bjelkeviková         | Norsko                 | 4:17,57 | +15,14 |
| 24.              | 1       | O     | Valentina Jakšinová          | Rusko                  | 4:19,43 | +17,00 |
| 25.              | 5       | O     | Ťi Ťia                       | Čína                   | 4:21,06 | +18,63 |
| 26.              | 2       | I     | Daniela Olteanová            | Rumunsko               | 4:23,34 | +20,91 |
| 27.              | 4       | O     | Kristine Holzerová           | Spojené státy americké | 4:26,60 | +24,17 |
| 28.              | 1       | I     | Natalija Rybakovová          | Kazachstán             | 4:38,76 | +36,33 |